# Silver Springs (Nevada)
Pour les articles homonymes, voir Silver Springs.
Silver Springs est une census-designated place (CDP) située dans le comté de Lyon, dans l’État du Nevada, aux États-Unis. D'après le recensement de 2020, sa population est de 5629 habitants.